# Ben & Jerry's
Ben & Jerry’s (B&J) is een Amerikaans merk van consumptie-ijs van Ben & Jerry’s Homemade Inc. gevestigd in de Amerikaanse staat Vermont. B&J realiseerde in 1999 een omzet van ruim 200 miljoen dollar, waarvan circa 90% in Noord-Amerika werd behaald. Voor Europa wordt het ijs geproduceerd in een fabriek van Unilever in Hellendoorn, waaruit ook het ijs van Ola en Hertog afkomstig is.

## Geschiedenis
De Amerikaanse jeugdvrienden Ben Cohen en Jerry Greenfield ontmoetten elkaar op de highschool tijdens de gymles. Ze deelden een liefde voor lekker eten. Na de highschool gingen ze ieder een eigen weg. In 1978 ontmoetten ze elkaar weer en besloten om samen een ijsbedrijf te beginnen. Met een simpele cursus ijsbereiding als basis begonnen ze met een startkapitaal van 12.000 dollar hun eigen ijswinkel in een gerenoveerd benzinestation in Vermont.
Toen de vraag naar hun ijs groter werd besloten de oprichters aandelen van hun bedrijf via de beurs te verhandelen. Sinds 1996 is B&J ook in Nederland verkrijgbaar. In augustus 2000 werd het bedrijf verkocht aan de Nederlands-Britse multinational Unilever. Unilever voegde hiermee een premium-ijsmerk toe aan het assortiment. B&J behaalde in 1999 een omzet van 545 miljoen gulden en een bedrijfsresultaat van 31 miljoen gulden. Het heeft een marktaandeel van 4,6% in de Verenigde Staten, waarmee het marktaandeel van Unilever in het land uitkomt op ongeveer 20%. B&J wordt ook in Nederland geproduceerd.
De Amerikaanse consumentenorganisatie CSPI zette begin 21e eeuw de fabrikant onder druk vanwege de vermelding op de verpakkingen dat het ijs volledig uit natuurlijke bestanddelen bestaat, terwijl dat veelal niet het geval bleek. In 2010 besloot de fabrikant de vermelding all natural van de verpakking te halen.
Het ijs wordt verkocht in speciale 'scoopshops' en voorverpakt bij supermarkten, videotheken, benzinestations en bioscopen. Alle smaken zijn verkrijgbaar in een 500ml verpakking (pints) en een beperkt aantal in een kleinere 150ml verpakking.

## Activisme
In 2011 steunde de onderneming de Occupybeweging tegen de hebzucht in de financiële sector van de westerse economieën. In 2016 werden de oprichters van het bedrijf, Ben Cohen en Jerry Greenfield, opgepakt bij het Capitool toen zij deelnamen aan een demonstratie tegen de invloed van de bankenwereld op de politiek.
In 2017 start het bedrijf, in samenwerking met VluchtelingenWerk Nederland, een campagne om Europese politici te overtuigen om via hervestiging meer kwetsbare vluchtelingen naar Europa te halen.

#### Israël en OPT
Op 19 juli 2021 gaf de ijsmaker aan, dat het contract met de Israëlische licentiehouder om ijsproducten in nederzettingen van Israëlische Joden op de Westelijke Jordaanoever en in Oost-Jeruzalem te verkopen, aan het eind van 2022 niet verlengd zou worden. Als reden werd genoemd dat ijsverkoop in deze door Israël bezette gebieden "inconsistent met haar waarden was". De "fans and trusted partners" van B&J hadden hier - aangespoord door BDS-activisten uit de staat Vermont -  nadrukkelijk om gevraagd. Het bedrijf wilde het contract voor ijsverkoop in Israël zelf wel verlengen, maar de licentiehouder wilde dáár echter niet aan meewerken. De positie van B&J is uniek en de rest van Unilever wil die beslissing niet nemen.
Verklaring van B&J op 19 juli 2021: Wij zijn van mening dat de verkoop van Ben & Jerry's-ijs in de bezette Palestijnse gebieden ("in the Occupied Palestinian Territory" (OPT vlgs de VN)) niet in overeenstemming is met onze waarden. We horen en erkennen ook de zorgen die onze fans en vertrouwde partners met ons delen.
We hebben een langdurige samenwerking met onze licentiehouder, die Ben & Jerry's-ijs in Israël produceert en in de regio distribueert. We werken eraan om deze te veranderen en daarom hebben we onze licentiehouder geïnformeerd dat we de licentieovereenkomst niet zullen verlengen wanneer deze eind volgend jaar afloopt.
Hoewel Ben & Jerry's niet langer in de OPT wordt verkocht, blijven we via een andere regeling in Israël. We zullen hier een update over delen zodra we er klaar voor zijn.
Verklaring van Unilever op 19 juli 2021: Het Israëlisch-Palestijnse conflict is zeer complex en gevoelig. Als wereldwijd bedrijf zijn Unilever's merken verkrijgbaar in meer dan 190 landen en in al deze landen is het onze prioriteit om consumenten te voorzien van essentiële producten die bijdragen aan hun gezondheid, welzijn en plezier.
We blijven ons volledig inzetten voor onze aanwezigheid in Israël, waar we al tientallen jaren investeren in onze mensen, merken en zaken.
Ben & Jerry's werd in 2000 overgenomen door Unilever. Als onderdeel van de overnameovereenkomst hebben we altijd het recht erkend van het merk en zijn onafhankelijke raad van bestuur om beslissingen te nemen over zijn maatschappelijke missie. We verwelkomen ook het feit dat Ben & Jerry's in Israël blijft.
In de VS hebben de staten Florida, Arizona, New Jersey en Texas verklaard om - als B&J bij zijn besluit blijft - te gaan onderzoeken of dat besluit valt onder de strafbaarheidstelling volgens de in die staten aangenomen anti-BDS-wetgeving. Als dat zo is willen zij hun investeringen in B&J en Unilever, bijvoorbeeld via staatspensioenfondsen, desinvesteren. Gilad Erdan, Israëlisch ambassadeur bij de VS, heeft een beroep op 33 Amerikaanse staten die anti-BDS-wetgeving hebben aangenomen gedaan om - bij ongewijzigd beleid - B&J en Unilever te sanctioneren. Bij genoemde vier staten alleen al zou het gaan om een half miljard dollar.
Ook de staat New York maakte bekend eraan te denken om tot desinvestering over te gaan. De Joodse organisatie Kof-K, die in de VS een contract heeft met B&J om toe te zien op hun ijsproductie ten bate van een regelmatige kasjroet-verklaring, heeft gedreigd het contract per eind 2022 op te zeggen. Dat zou uniek zijn omdat B&J zich altijd stipt aan die spijswetten gehouden heeft.
Eind november heeft Eric Schmitt, de attorney general van de staat Missouri, namens 12 Amerikaanse staten (en hun attorney generals) een brief gestuurd naar Alan Jope, CEO van Unilever, waarin zij er bij Unilever op aandringen het besluit van B&J te heroverwegen. Hij vermeldde ook dat er nog 21 andere staten zijn met anti-Israël-boycot wetgeving. In de brief wordt benadrukt dat deze niet zullen aarzelen de anti-BDS-maatregelen in hun wetgeving te zullen inzetten. Unilever en B&J worden beschuldigd van hypocrisie doordat men één land eruit pikt, maar Rusland, China en Iran ongemoeid laat.
Begin december stuurde Ritchie Torres, Democratisch afgevaardigde in het Congres, namens andere Democraten en Republikeinen van het Huis, een brief aan Gary Gensler, voorzitter van de US Securities and Echange Commission (SEC) met de vraag te kijken of Ben & Jerry's met hun besluit de regels wel hadden nageleefd. Vele pensioen- en aandelenfondsen worden erdoor benadeeld, stelden zij.
Avi Zinger, de licentiehouder van Ben & Jerry's in Israel, schamperde dat B&J en Unilever dachten dat de bui wel over zou trekken, maar niets was minder waar, zei hij: de tijd is nu rijp voor actie! Ten eerste legden gouverneurs van staten harde verklaringen af en trokken geld terug. Op een bijeenkomst van Republikeinse senior juristen, attorney generals en state attorneys was een besluit genomen tot een pakket van juridische en economische maatregelen vergelijkbaar met dat tegen Iran. Zinger verscheen voor allerlei forums in de VS en kritiseerde de passiviteit van de regering van Israël op een paar bombastische verklaringen op dag 1 na.

#### Ben & Jerry's Israël zelfstandig verder
Unilever heeft Ben & Jerry's Israël eind juni 2022 verzelfstandigd. 
Het bedrijf heeft zijn zakelijke belangen in Ben & Jerry's in Israël verkocht aan Avi Zinger, de eigenaar van American Quality Products Ltd (AQP), de in Israël gevestigde licentiehouder.
Het Amerikaanse ijsbedrijf liet in een tweet weten: "We zijn op de hoogte van de aankondiging van Unilever. Hoewel onze moedermaatschappij deze beslissing heeft genomen, zijn wij het er niet mee eens."
Ben & Jerry's heeft vervolgens Unilever voor de rechtbank van New York gedaagd. Zij is van mening dat het moederbedrijf niet gehandeld heeft volgens de in 2000 bij de incorporatie van B&J in Unilever gemaakte afspraken. De rechtbank zal op 14 juli 2022 uitspraak doen in deze zaak.